# Thiemo de Bakker
Thiemo de Bakker (La Haia, Països Baixos, 19 de setembre de 1988) és un jugador professional de tennis neerlandès. És un integrant regular de l'equip neerlandès de Copa Davis fent el seu debut en la competició l'any 2008.
Fou campió del circuit ITF en categoria júnior l'any 2006, en la qual s'imposà en la final del Wimbledon en aquesta categoria.

## Palmarès

### Dobles: 1 (0−1)
| Llegenda (pre/post 2009)                                 |
| -------------------------------------------------------- |
| Grand Slams (0−0)                                        |
| Tennis Masters Cup / ATP Finals (0−0)                    |
| ATP Masters Series / ATP World Tour Masters 1000 (0−0)   |
| ATP International Series Gold / ATP World Tour 500 (0−1) |
| ATP International Series / ATP World Tour 250 (0−0)      |

| Títols per superfície |
| --------------------- |
| Dura (0−1)            |
| Gespa (0−0)           |
| Terra batuda (0−0)    |

| Resultat  | Núm. | Data                 | Torneig                  | Superfície | Parella           | Oponents                        | Marcador         |
| --------- | ---- | -------------------- | ------------------------ | ---------- | ----------------- | ------------------------------- | ---------------- |
| Finalista | 1.   | 17 de febrer de 2013 | Rotterdam, Països Baixos | Dura (i)   | Jesse Huta Galung | Robert Lindstedt Nenad Zimonjić | 7−5, 3−6, [8−10] |

## Trajectòria

### Individual
| Open d'Austràlia | A   | A   | A   | 1R    | 1R   | Q   | Q     | Q   | Q   | 1R   | A | 0 / 3   | 0 – 3   |
| Roland Garros | A   | A   | Q   | 3R    | 1R   | A   | 1R    | Q   | Q   | 1R   |   | 0 / 4   | 2 – 4   |
| Wimbledon | 1R  | A   | A   | 3R    | A    | A   | 1R    | A   | Q   | Q    |   | 0 / 3   | 2 – 3   |
| US Open | A   | A   | A   | 3R    | 1R   | Q   | 1R    | Q   | Q   | Q    |   | 0 / 3   | 2 – 3   |
| Victòries − Derrotes | 1−4 | 4−2 | 3−6 | 28−24 | 3−11 | 3−3 | 10−10 | 6−8 | 3−7 | 6−13 |   | 68 – 90 | 68 – 90 |
| Rànquing a final d'any | 444 | 249 | 96  | 43    | 223  | 124 | 146   | 144 | 99  | 257  |   |         |         |
| Llegenda: G: Guanyador; F: Finalista; SF: Semifinalista; QF: Quarts de final; Q: Qualificació; A: Absent; RR: Round Robin; |     |     |     |       |      |     |       |     |     |      |   |         |         |